# Zomnogo-Peulh
Pour les articles homonymes, voir Zomnogo (homonymie).
Ne doit pas être confondu avec Zomnogo-Mossi.
Zomnogo-Peulh est une localité située dans le département de Boulsa de la province du Namentenga dans la région Centre-Nord au Burkina Faso. 

## Histoire
Zomnogo-Peulh est le village, lié à Zomnogo-Mossi, traditionnellement occupé par les populations Peulh.

## Éducation et santé
Le centre de soins le plus proche de Zomnogo-Peulh est le centre de santé et de promotion sociale (CSPS) de Zomnogo-Mossi tandis que le centre de médical avec antenne chirurgicale (CMA) de la province se trouve à Boulsa.